# Calathea barbata
Calathea barbata är en strimbladsväxtart som beskrevs av Otto Georg Petersen. Calathea barbata ingår i släktet Calathea och familjen strimbladsväxter. Inga underarter finns listade.